# Pierrette Trotta
Pour les articles homonymes, voir Trotta.
Pierrette Trotta est une valaisanne accusée de sorcellerie et exécutée en 1467.

## Éléments biographiques connus
Elle est mise en accusation au début de l'année 1467 avec une première déposition en février 1467,, à l'encontre de Françoise Bonvin. Elle se rétracte lors de son exécution. Les extraits de son procès ont servis d'éléments mobilisés par la défense de Françoise Bonvin, pointant les contradictions entre ses déclarations et celles des autres co-accusés de l'affaire, Pierre Chedal et Françoise Barras. Les aveux faits par Pierrette Trotta mélangent des événements météorologiques avérés et des éléments imaginaires.

## Apparition diabolique
Le Diable lui serait apparu sous les traits d'une corneille avant de se métamorphoser en homme sans genoux, avec des cornes et le nez crochu.